# Conor Bradley
Conor Bradley (Castlederg, 9 de julho de 2003) é um futebolista norte-irlandês que atua como lateral-direito. Atualmente, joga pelo Liverpool e pela Seleção Norte-Irlandesa.

## Carreira
Após jogar por St. Patrick's FC e Dungannon Swifts, Bradley chegou a realizar um período de treinos no Liverpool aos 9 anos, se juntando à Academia de Base dos  Reds em 2019. Ele assinaria seu primeiro contrato profissional com o clube em 2020, válido por 3 anos.
Em julho e agosto de 2021, disputou 2 amistosos de pré-temporada contra Stuttgart e Osasuna, e fez sua estreia profissional contra o Norwich City, pela Copa da Liga Inglesa. Neste jogo, Bradley tornou-se o primeiro atleta da Irlanda do Norte a disputar uma partida oficial com a camisa do Liverpool desde Sammy Smyth, em 1954.
Em junho de 2022, o Liverpool emprestou Bradley ao Bolton Wanderers por uma temporada, estreando pelo clube no empate por 1 a 1 com o Ipswich Town, marcando seu primeiro gol na vitória por 5 a 1 sobre o Salford City, pela Copa da Liga. Durante sua passagem pelo Bolton, conquistou o EFL Trophy de 2022–23 e foi eleito Jogador do Ano do clube e melhor jogador jovem (dividido com James Trafford).
Reintegrado ao elenco principal do Liverpool, o lateral estreou na Premier League em janeiro de 2024, na vitória por 4 a 0 sobre o Bournemouth, dando uma assistência para o gol de Diogo Jota. 10 dias após este jogo, marcou seu primeiro gol como atleta dos Reds na vitória por 4 a 1 sobre o Chelsea, tendo realizado duas assistências e sendo eleito o melhor jogador pela segunda vez em 3 dias.

## Carreira internacional
Com passagem pelas equipes de base da Irlanda do Norte entre 2018[carece de fontes?] e 2019, Bradley estreou pela seleção principal em maio de 2021, contra Malta, entrando como substituto de Stuart Dallas aos 40 minutos do segundo tempo. A partida terminou com vitória norte-irlandesa por 3 a 0.

## Vida pessoal
Em 3 de fevereiro de 2024, Joe Bradley, pai do lateral, faleceu após enfrentar vários problemas de saúde.

## Estatísticas
Atualizado até 25 de fevereiro de 2024
| Equipe                        | Temporada | Campeonato nacional | Campeonato nacional | Campeonato nacional | Copa nacional | Copa nacional | Copa da Liga | Copa da Liga | Competições continentais | Competições continentais | Outras competições | Outras competições | Total | Total |
| Equipe                        | Temporada | Divisão             | Jogos               | Gols                | Jogos         | Gols          | Jogos        | Gols         | Jogos                    | Gols                     | Jogos              | Gols               | Jogos | Gols  |
| ----------------------------- | --------- | ------------------- | ------------------- | ------------------- | ------------- | ------------- | ------------ | ------------ | ------------------------ | ------------------------ | ------------------ | ------------------ | ----- | ----- |
| Liverpool Sub-21              | 2020–21   | —                   | —                   | —                   | —             | —             | —            | —            | —                        | —                        | 2                  | 0                  | 2     | 0     |
| Liverpool                     | 2021–22   | Premier League      | 0                   | 0                   | 1             | 0             | 3            | 0            | 1                        | 0                        | —                  | —                  | 5     | 0     |
| Liverpool                     | 2023–24   | Premier League      | 4                   | 1                   | 2             | 0             | 4            | 0            | 2                        | 0                        | —                  | —                  | 12    | 1     |
| Liverpool                     | Total     | Total               | 4                   | 1                   | 3             | 0             | 7            | 0            | 3                        | 0                        | 0                  | 0                  | 17    | 1     |
| Bolton Wanderers (empréstimo) | 2022–23   | League One          | 41                  | 5                   | 1             | 0             | 2            | 1            | —                        | —                        | 9                  | 1                  | 53    | 7     |
| Total                         | Total     | Total               | 45                  | 6                   | 4             | 0             | 9            | 1            | 3                        | 0                        | 11                 | 1                  | 72    | 8     |

1. ↑  Jogos pelo EFL Trophy
2. ↑  Jogos pela Liga dos Campeões da UEFA
3. ↑  Jogos pela Liga Europa
4. ↑  7 jogos e um gol pelo EFL Trophy, 2 jogos pelos play-offs de acesso da League One

## Títulos
Liverpool[carece de fontes?]
- Copa da Liga Inglesa: 2023–24
- Premier League: 2024–25[21]

Bolton Wanderers
- EFL Trophy: 2022–23[13]

### Individuais
- Jogador do Ano do Bolton Wanderers: 2022–23[carece de fontes?]
- Melhor jogador jovem do Bolton Wanderers: 2022–23[carece de fontes?]
- Jogador do Mês dos torcedores da Premier League: Janeiro de 2024[22]